# Cronicile marțiene
Cronicile Marțiene (1950) (titlu original The Martian Chronicles) este o colecție de 26 de povestiri științifico-fantastice scrise de Ray Bradbury. Povestirile prezintă colonizarea planetei Marte de către oamenii care fug de pe planeta Pământ plină cu probleme și în cele din urmă devastată de un război atomic și conflictul dintre marțienii autohtoni și noii coloniști. Cartea conține povești scrise de Bradbury și publicate inițial la sfârșitul anilor 1940 în reviste de science-fiction.

## Conținut
- Ianuarie, 1999: Vara rachetei (Rocket Summer (January 1999))
- Februarie 1999, Ylla (Ylla (February 1999))
- August, 1999: Noaptea de vară (The Summer Night (August 1999))
- August, 1999: Pământenii (The Earth Men (August 1999))
- Martie, 2000: Contribuabilul (The Taxpayer (March 2000))
- Aprilie, 2000: A treia expediție (The Third Expedition (April 2000))
- Iunie, 2001: ...Și Luna va fi la fel de strălucitoare (—And the Moon Be Still as Bright (June 2001))
- August, 2001: Coloniștii (The Settlers (August 2001))
- Decembrie, 2001: Dimineața verde (The Green Morning (December 2001))
- Februarie, 2002, Lăcustele (The Locusts (February 2002))
- August, 2002, Întâlnire nocturnă (Night Meeting (August 2002))
- Octombrie, 2002: Țărmul (The Shore (October 2002))
- Februarie, 2003: Perioadă intermediară (Interim (February 2003))
- Aprilie, 2003: Muzicanții (The Musicians (April 2003))
- Iunie, 2003: Tocmai în mijlocul cerului (Way in the Middle of the Air (June 2003))
- 2004-2005: Botezul numelor (The Naming of Names (2004-05))
- Aprilie, 2005: Usher II (Usher II (April 2005))
- August, 2005: Bătrânii (The Old Ones (August 2005))
- Septembrie, 2005: Marțianul (The Martian (September 2005))
- Noiembrie, 2005: Prăvălia de geamantane (The Luggage Store (November 2005))
- Noiembrie, 2005: Sezonul mort (The Off Season (November 2005))
- Noiembrie, 2005: Pândarii (The Watchers (November 2005))
- Decembrie, 2005: Orașele tăcute (The Silent Towns (December 2005))
- Aprilie, 2026: Anii cei lungi (The Long Years (April 2026))
- August, 2026: Vor veni ploi blânde (There Will Come Soft Rains (4 august 2026))
- Octombrie, 2026: Picnicul de un milion de ani (The Million-Year Picnic (October 2026))

## Structura
Bradbury a afirmat că structura cărții a fost influențată de romanele Winesburg, Ohio a lui Sherwood Anderson și The Grapes of Wrath a lui John Steinbeck. El a numit-o un "văr-pe-jumătate cu un roman" și "o carte cu povestiri care vrea să pară roman". Prin urmare, este similară culegerii de povestiri a lui Bradbury Omul ilustrat, care folosește la rândul ei un cadru general pentru a lega diferite povestiri independente.
La fel ca Fundația lui Isaac Asimov, Cronicile marțiene urmăresc o structură a "istoriei viitoare". Povestirile, care sunt de sine stătătoare, apar ca episoade ale unui cadru narativ secvențial mai cuprinzător. Structura conține trei părți punctate de două catastrofe: extincția aproape completă a marțienilor și, în paralel, extincția aproape completă a rasei umane.
Prima treime (cuprinsă între ianuarie 1999 și aprilie 2000) descrie încercările pământenilor de a ajunge pe Marte și diferitele moduri în care marțienii îi împiedică să revină. În povestea cheie "...Și Luna va fi la fel de strălucitoare" a patra expediție de explorare face cunoscut faptul că aproape toți marțienii au murit într-o epidemie cauzată de virușii aduși din precedentele expediții. Această stare de lucruri neașteptată creează cadrul celui de-al doilea act (decembrie 2001 — noiembrie 2005), în care pământenii colonizează planeta pustie, întâlnind ocazional supraviețuitori marțieni și preocupându-se să transforme Marte într-un al doilea Pământ. Războiul pe cale să izbucnească pe Pământ îi determină pe majoritatea coloniștilor să-și facă bagajele și să revină acasă. Se declanșează un război nuclear global, care taie legăturile dintre Marte și Pământ. A treia parte (decembrie 2005 — octombrie 2026) prezintă perioada care urmează războiului și pune accent pe perspectiva transformării puținilor supraviețuitori umani de a deveni noii marțieni, permițându-i cărții să revină în punctul de plecare.

## Istoria publicării
Cartea a apărut în Marea Britanie cu titlul The Silver Locusts (1951) și cu un conținut ușor diferit. În unele ediții a fost adăugată povestirea "The Fire Balloons", fiind omisă în schimb "Usher II". În traducerea spaniolă povestirile au fost precedate de un prolog scris de autor argentinian Jorge Luis Borges.
În 1963, cartea a fost publicată ca parte a programului Time Reading, cu o introducere semnată de Fred Hoyle. În 1979, Bantam Books a publicat o ediție broșată comercială care conținea ilustrații realizate de Ian Miller. O ediție din 1997 împinge datele mai târziu cu 31 de ani (evenimentele având astfel loc între anii 2030 și 2057), include "The Fire Balloons" și înlocuiește "Tocmai în mijlocul cerului" (o povestire mai puțin actuală în 1997 decât în 1950) cu povestirea scrisă în 1952 "The Wilderness", datată "mai, 2034" (echivalentă cu "mai, 2003" în cronologia veche).

## Influențe
Influența principală vine de la operele lui Edgar Rice Burroughs. Într-un articol scris cu puțin timp înaintea morții, Bradbury declara că romanele cu "John Carter de pe Marte" și seria de benzi desenate "Tarzan" (1931) a lui Harold Foster au avut un asemenea impact asupra vieții lui încât "Cronicile marțiene nu ar apărut" în caz că acestea nu ar fi existat.  Într-o introducere scrisă pentru una dintre edițiile Cronicilor marțiene, Bradbury menționează influența literară a seriei Barsoom și a romanului Winesburg, Ohio a lui Sherwood Anderson.
Cadrul marțian prezent în majoritatea povestirilor - o planetă deșertică străbătută de canale gigantice construite de o civilizație antică pentru a aduce apă din calotele polare - este un scenariu prezent în mai multe opere SF ale începutului de secol XX și își are originea în primele observații prin telescop făcute asupra planetei Marte de astronomii secolului al XIX-lea, cărora li se părea că văd linii drepte pe planetă, prima fiind menționată de italianul Giovanni Schiaparelli în 1877. Schiaparelli le-a numit canali (un termen italian generic folosit atât pentru formațiunile naturale, cât și pentru cele artificiale), termen tradus eronat în engleză "canals" - canal construit de mâna omului. Pornind de aici și de la alte dovezi, ideea că Marte ar fi locuiră de ființe inteligente a fost enunțată și susținută de o serie de savanți ai sfârșitului de secol XIX, printre ei numărându-se americanul Percival Lowell. Acest lucru a dat naștere unei fascinații privitoare la Marte numită "febra marțiană". Astronomul Carl Sagan scria:
„Marte a devenit un fel de arenă mitică asupra căreia ne-am proiectat toate speranțele și temerile noastre pământești.”

## Intriga

### Ianuarie, 1999: Vara rachetei
A fost publicată pentru prima oară în primăvara anului 1947 în revista Planet Stories.
Povestirile cărții sunt aranjate în ordine cronologică începând cu lansarea primei rachete în luna ianuarie a anului 1999. "Vara rachetei" este o schiță care descrie transformarea iernii din Ohio în "vară" din cauza căldurii extreme degajată la lansarea rachetei, precum și reacția cetățenilor prezenți în zonă.

### Februarie 1999, Ylla
Titlu original al acestei povestiri apărută în numărul din ianuarie 1950 al publicației Maclean's este "I'll Not Ask for Wine".
Capitolul următor, "Ylla", mută povestea pe Marte. Ylla, o femeie marțiană prinsă într-o căsătorie lipsită de romantism visează cu ajutorul telepatiei despre sosirea astronauților. Deși aparent neagă realitatea acestor vise, soțul ei devine gelos sesizând sentimentele romantice nutrite de ea pentru unul dintre astronauți. Luându-și pușca pentru a merge la o pretinsă vânătoare, îi ucide pe astronauții Nathaniel York și "Bert" în momentul sosirii.

### August, 1999: Noaptea de vară
Publicată inițial sub titlul "The Spring Night" în iarna anului 1948 în The Arkham Sampler.
Această schiță povestește despre marțienii de pe întreaga planetă Marte care, asemenea Yllei, încep să culeagă în subconștient crâmpeie din gândurile oamenilor aflați la bordul navei celei de-A Doua Expediții. În timp ce nava se apropie de planeta lor, marțienii încep să adopte aspecte ale culturii umane cum ar fi interpretarea cântecelor americane, fără a fi conștienți de unde le vine inspirația.

### August, 1999: Pământenii
A fost publicată inițial în numărul din august 1948 al revistei Thrilling Wonder Stories.
Povestirea relatează "A Doua Expediție" pe Marte. La sosirea pe planetă, astronauții descoperă că marțienii îi ignoră, singura excepție fiind aceea a unui grup aflat într-o clădire, care îi întâmpină printr-o paradă. Câțiva dintre acești marțieni pretind că își au originea pe Pământ sau pe alte planete ale sistemului solar, ceea ce îl face pe căpitan să își dea seama că marțienii posedă abilitatea de a citi gândurile și de a vedea halucinațiile nebunilor, internându-i într-un ospiciu. Toți marțienii întâlniți sunt convinși că ciudata apariție a astronauților este rodul unei halucinații proiectate și, deoarece "halucinațiile" sunt atât de amănunțite iar căpitanul refuză să admită că nu e de pe Pământ, psihiatrul Xxx îl declară nevindecabil și îl ucide. Cum asta nu duce la dispariția echipajului "imaginar", dl. Xxx îi ucide și pe membrii acestuia. În cele din urmă, văzând că racheta "imaginară" își păstrează forma, dl. Xxx ajunge la concluzia că a înnebunit și se sinucide. Nava celei de-A Doua Expediții este vândută la fiare vechi.

### Martie, 2000: Contribuabilul
Povestirea a fost scrisă pentru Cronicile marțiene.
Un om insistă că are dreptul de a se afla în următoarea rachetă către Marte, deoarece este un contribuabil. Dorința lui de a pleca se datorează războiului nuclear care stă să izbucnească pe Pământ, dar ea nu este luată în considerare.

### Aprilie, 2000: A treia expediție
Având titlul original "Mars is Heaven!", povestirea a apărut în toamna anului 1948 în revista Planet Stories.
Povestirea descrie sosirea celui de-al treilea val de americani pe Marte. De data aceasta, marțienii sunt pregătiți și, la aterizare, echipajul este pus în fața unui oraș din anii 1920 în care se găsesc persoanele iubite pe care astronauții le-au pierdut demult. Căpitanul John Black îi cere echipajului să nu părăsească racheta, dar bucuria revederii celor dragi îi determină pe membrii acestuia să încalce ordinul și să se alăture presupuselor rude. Marțienii se folosesc de amintirile astronauților pentru a-i convinge să intre în "vechile" lor case, unde sunt uciși.
Acțiunea povestirii originale se petrecea în anii 1960 și trata problema unor personaje cuprinse de nostalgie pentru copilăria lor petrecută în anii 1920 în mijlocul Statelor Unite. În versiunea Cronicilor se menționează un tratament medical care încetinește procesul de îmbătrânire, astfel încât personajele care călătoresc spre Marte în anul 2000 să își poată aminti anii 1920.

### Iunie, 2001: ...Și Luna va fi la fel de strălucitoare
A apărut pentru prima dată în numărul din iunie 1948 al revistei Thrilling Wonder Stories.
Următorul capitol începe cu adunarea membrilor celei de-A Patra Expediții în jurul focului într-o noapte marțiană răcoroasă. Savanții au aflat că toți marțienii au murit de vărsat de vânt (adus de către una dintre primele trei expediții) - situație similară devastării populației indigene americane prin intermediul variolei. Unii dintre oameni încep să arunce sticle goale în curatele canale marțiene, gest care stârnește furia arheologului Spender, fascinat de frumusețea ruinelor marțiene.
Unele ediții americane au comasat povestirea aceasta și următoarea într-una singură.

### August, 2001: Coloniștii
Povestirea a fost scrisă pentru Cronicile marțiene.
Spender își ucide șase camarazi, pretinzând că este ultimul marțian și că încearcă să întârzie colonizarea planetei planetei pentru o perioadă de timp suficient de lungă încât să profite de războiul nuclear de pe Pământ. Deși este de acord cu argumentația lui Spender, căpitanul Wilder îl ucide, pentru ca acesta să nu asasineze toți membrii echipajului. Ulterior, căpitanul îl lovește pe astronautul Parkhill, care distrusese o construcție marțiană din sticlă.
Unii membrii ai celei de-A Patra Expediții - Parkhill, căpitanul Wilder și Hathaway - reapar în povestiri ulterioare. Aceasta este prima povestire care se focalizează pe un element central al Cronicilor marțiene: colonizarea frontierei vestice a Statelor Unite. Mesajul lui Bradbury, transmis prin intermediul lui Spencer, este acela că unele moduri de colonizare sunt bune, în timp ce altele sunt rele. Crearea unui nou Pământ este considerată rea, abordarea corectă fiind una care respectă civilizația decăzută .

### Decembrie, 2001: Dimineața verde
Scrisă special pentru Cronicile marțiene, povestirea descrie ridicarea unor mici orașe similare celor de pe Pământ. Benjamin Driscoll plantează mii de arbori pe câmpiile roșii pentru a crește nivelul oxigenului, dar, datorită unor proprietăți ale solului marțian, aceștia cresc peste noapte, dând naștere unei păduri.

### Februarie, 2002: Lăcustele
Apărută pentru prima dată în Cronicile marțiene, schița de față prezintă sosirea pe Marte a rachetelor și a coloniștilor, care se răspândesc cu repeziciune pe suprafața întregii planete.

### August, 2002: Întâlnire nocturnă
Scrisă pentru Cronicile marțiene, povestirea începe cu o discuție în care un bătrân îl informează pe tânărului călător Tomás Gomez că a venit pe Marte în căutarea ineditului. Ulterior, Tomás îl întâlnește pe marțianul Muhe Ca, fiecare dintre ei văzând planeta Marte așa cum apare în propria proiecție temporală: orașele marțianului apar în ruine pentru om, iar în locul oceanelor evocate de băștinaș, călătorul vede așezări ale pământenilor. Cei doi apar unul altuia transparenți, ca niște fantome și niciunul nu știe care dintre ei îl precede pe celălalt în timp.
Aceasta este singura povestire lungă a cronicilor care nu a apărut anterior într-o altă publicație.

### Octombrie, 2002: Țărmul
Povestirea descie continuarea colonizării, primului val de pionieri urmându-i americanii din demisolurile și subsolurile New York-ului.

### Februarie, 2003: Perioadă intermediară
Publicată inițial în numărul din iulie 1947 al revistei Weird Tales, povestirea descrie construirea unui oraș marțian de către coloniști, în dorința de a imita cât mai bine un oraș american.

### Aprilie, 2003: Muzicanții
A fost scrisă pentru Cronicile marțiene.
Câțiva băieți se aventurează printre ruinele orașelor marțiene și se joacă folosind diverse obiecte găsite acolo, imaginându-și că acestea reprezintă diverse lucruri de pe Pământ. Joaca lor grăbită se datorează faptului că, în curând, aceste ruine urmează a fi curățate.

### Iunie, 2003: Tocmai în mijlocul cerului
A fost publicată inițial în numărul din iulie 1950 al revistei Other Worlds.
Într-un oraș sudist, un grup de albi află că toți afro-americanii plănuiesc să emigreze pe Marte. Samuel Teece, un alb rasist, privește puhoiul de afro-americani care trec prin fața magazinului său și încearcă să oprească înaintarea unora dintre ei, pe motivul unor vechi datorii sau contracte neonorate. Nimic nu-i poate însă opri pe emigranți, iar Teece și prietenii săi rămân fără una dintre distracțiile lor favorite: terorizarea negrilor pe timpul nopții.
Acest episod reprezintă o descriere acidă a prejudecăților rasiale din America, însă a fost eliminat din ediția apărută în 2001 la Doubleday și cea din 2006 apărută la William Morrow/Harper Collins.

### 2004-2005: Botezul numelor
Apărută doar în Cronicile marțiene, povestirea relatează despre ultimele valuri de imigranți și despre denumirea diferitelor locuri de pe Marte cu nume ale astronauților din primele patru expediții (Spender Hill, Driscoll Forest).

### Aprilie, 2005: Usher II
Titlul original al acestei povestiri publicate în numărul din aprilie 1950 al revistei Thrilling Wonder Stories este Carnival of Madness.
Stendahl este un iubitor de carte care s-a retras pe Marte după ce guvernul său i-a confiscat și distrus vasta sa colecție. Pe Marte, el construiește o imagine a unui conac bântuit, cu creaturi mecanice, sunete înfiorătoare și otravă menită să ucidă ființele din împrejurimi. El este asistat de Pikes, un pasionat de film și fost actor, a cărui colecție a fost de asemenea confiscată și distrusă de guvern și căruia i s-a interzis să mai joace. Când sunt vizitați de "Investigatorii de Climate Morale", Stendahl și Pikes le aranjează fiecăruia un asasinat desprins din diverse capodopere ale genului horror, culminând cu uciderea inspectorului Garrett într-un scenariu care amintește de "Butelia de Amontillado" (The Cask of Amontillado) a lui Edgar Allan Poe . După comiterea asasinatelor, Stendahl și Pikes privesc dintr-un elicopter prăbușirea și scufundarea conacului în lac, asemenea imaginii din povestirea lui Poe "Prăbușirea Casei Usher".
Bradbury face referire la evenimente petrecute pe Pământ în 1975 - cu 30 de ani înaintea celor relatate în "Usher II", când guvernul a declarat cărțile ilegale și le-a ars, ducând la formarea unei societăți clandestine a posesorilor de cărți. Marte apare ca un refugiu în fața legilor fasciste de cenzură de pe Pământ, până la sosirea unei organizații guvernamentale de "Climate morale". Bradbury va reveni la această idee în cartea  sa, 451º Fahrenheit.
În 2010, Allois, un artist din Los Angeles , a lansat împreună cu Bradbury o ediție ilustrată cuprinzând "Usher" și "Usher II".

### August, 2005: Bătrânii
Publicată în Cronicile marțiene, povestirea constituie un scurt preludiu pentru cea care o urmează, descriind sosirea imigranților bătrâni pe Marte.

### Septembrie, 2005: Marțianul
Inițial, povestirea a fost publicată în numărul din noiembrie 1949 al revistei Super Science Stories.
LaFarge și soția sa, Anna, și-au făcut o nouă viață, dar încă resimt lipsa fiului lor mort, Tom. În timpul unei furtuni nocturne, cei doi văd în fața casei un copil semănând cu Tom stând în ploaie. Femeia îl adoptă pe băiat fără întrebări, ca și cum fiul ei nu ar fi murit, în timp ce LaFarge înțelege că e vorba despre un marțian cu un talent empatic de a-și schimba forma.
Vizita pe care o fac ulterior în oraș îi provoacă teamă lui Tom, care apare în ochii tuturor coloniștilot sub forma unei ființe pe care au pierdut-o. Epuizat de constanta schimbare de formă, marțianul moare.

### Noiembrie, 2005: Prăvălia de geamantane
Povestirea a apărut pentru prima dată în Cronicile marțiene și relatează dialogul dintre un preot și un vânzător de geamantane, în care se menționează iminența războiului nuclear de pe Pământ și opinia că majoritatea coloniștilor vor reveni acolo pentru a da o mână de ajutor.

### Noiembrie, 2005: Sezonul mort
A apărut în numărul din decembrie 1948 al revistei  Thrilling Wonder Stories.
Pe Marte, fostul membru al celei de-A Patra Expediții, Sam Parkhill, și-a deschis o tarabă cu hot-dog și speră într-o înflorire a afacerii odată cu sosirea următorului val de coloniști și muncitori de pe Pământ. Sosirea unui marțian singuratic îl face pe Parkhill să se panicheze și să îl ucidă. Un alt marțian sosește, dându-le lui Parkhill și soției sale jumătate din planeta Marte în proprietate. Exact atunci, pe Pământ izbucnește războiul nuclear, care pune punct sosirii coloniștilor și afacerii lui Parkhill.

### Noiembrie, 2005: Pândarii
Scrisă pentru Cronicile marțiene, povestirea descrie modul în care coloniștii urmăresc de pe Marte războiul nuclear de pe Pământ. Ei se reped să cumpere tot ce are vânzătorul de geamantane, preocupați să revină pe Pământ pentru a-și ajuta famiilie rămase acolo.

### Decembrie, 2005: Orașele tăcute
Povestirea a fost publicată în revista Charm, în numărul din martie 1949.
Toți oamenii au părăsit Marte și au plecat pe Pământ, cu excepția lui Walter Gripp - un miner singuratic care trăiește în munți și nu a aflat despre plecare. Deși se bucură la început de belșugul rămas în orașele părăsite și care îi revine acum doar lui, își dă seama destul de curând că îi lipsește compania oamenilor. Într-o noapte aude telefonul sunând și își dă seama că a mai rămas cineva pe Marte și, cu o carte de telefon în față, începe să formeze numere începând cu litera A.
După o serie de tentative nereușite, el dă peste o femeie care locuiește în altă parte a planetei și cei doi călătoresc sute de mile pentru a se întâlni. Dar momentul mult așteptat se dovedește a fi un fiasco, deoarece cei doi nu sunt atrași unul de altul, așa încât Gripp pleacă să își pletreacă viața singur.

### Aprilie, 2026: Anii cei lungi
Titlul original al povestirii este "Dwellers in Silence", ea apărând pentru prima dată în numărul din 15 septembrie 1948 din Maclean's.
Hathaway, fizicianul/arheologul din A Patra Expediție, trăiește pe Marte alături de soția și copiii săi într-un oraș pustiu, părăsit de multă vreme de coloniștii care au revenit pe Pământ odată cu începerea războiului. Talentul său îi permite să realizeze iluminarea nocturnă a orașului, acesta apărând ca și cum ar fi locuit.
Într-o zi, pe planetă sosește o rachetă la bordul căreia se află fostul său comandant, căpitanul Wilder, care revine pe Marte după ce a explorat timp de 20 de ani sistemul solar exterior. Acesta sesizează că, deși Hathaway a îmbătrânit considerabil, soția sa a rămas extrem de tânără. Unul dintre membrii echipajului își dă seama că fiul de 23 de ani al lui Hathaway ar trebui să fi trecut de 40 și, la ordinul căpitanului, verifică cimitirul din apropiere, unde descoperă pietrele funerare ale tuturor membrilor familie lui Hathaway, cu excepția acestuia. Hathaway suferă un atac de cord și moare, iar Wilder își dă seama că familia sa era formată din androizi.

### August, 2026: Vor veni ploi blânde
Povestirea a apărut inițial în numprul din 6 mai 1950 al publicației Collier's.
În Allendale, California, casa automată care a avut grijă de familie se află încă în stare de funcționare, deși războiul nuclear a exterminat întreaga populație. Informațiile despre familie sunt disponibile privind rutina roboților, înainte ca prăbușirea unui copac să dea naștere unui incendiu care o distruge în lipsa rezervelor de apă municipale care să permită automatelor să îl stingă.
Titlul povestirii își are originea într-o poezie de culcare selectată la întâmplare, publicată de Sara Teasdale în 1920. Tema poeziei o constituie supraviețuirea naturii după dispariția omenirii. În povestirea inițială, publicată în Collier's, acțiunea se petrece 35 de ani mai târziu.

### Octombrie, 2026: Picnicul de un milion de ani
Povestirea a apărut în vara anului 1946 în revista Planet Stories.
O familie pune mâna pe o rachetă pe care guvernul a dorit să o folosească în războiul nuclear și părăsește Pământul pentru un "picnic" pe Marte. Familia alege un oraș în care se stabilește și distruge racheta, pentru a împiedica o revenire ulterioară pe Pământ, după care dă foc chitanțelor și altor documente guvernamentale, pentru a distruge un mod de viață eronat. Ultimul lucru ars este o hartă a Pământului, lucru urmat de admirarea marțienilor - propria lor reflecție în apă.

## Alte povestiri
Există două povestiri care, deși nu au apărut în ediția originală, au fost incluse în unele dintre reeditările ulterioare. Acestea sunt:

### The Fire Balloons (noiembrie 2002)
Publicată pentru prima dară în numărul din aprilie 1951 al revistei Imagination, povestirea apare doar în ediția britanică a Cronicilor marțiene, The Silver Locusts, în ediția apărută în 1974 la The Heritage Press, în ediția ilustrată apărută în septembrie 1979 la Bantam Books, în "A 40-a ediție aniversară" editată de Doubleday Dell Publishing Group și în ediția din 2001 "Book-of-the-Month Club". Face parte și din culegerea de povestiri Omul ilustrat.
O expediție misionară bănuiește că pe Marte vor întâlni păcate necunoscute. În loc de asta, ei sunt puși în fața unor creaturi eterice care strălucesc asemenea unor flăcări albastre în sfere de cristal, care au părăsit această lume și, prin urmare, se află dincolo de păcat.
Povestirea a fost tradusă în limba română cu titlul „Baloanele de foc”.

### The Wilderness (mai 2003)
A apărut pentru prima dată în numărul din noiembrie 1952 al revistei The Magazine of Fantasy and Science Fiction. Ea a fost inclusă doar în ediția din 1974 a Cronicilor marțiene publicată de The Heritage Press, în ediția ilustrată apărută în1979 la Bantam Books și în cea din 1997. În forma sa originală, povestirea era datată 2003, integrându-se în cronologia celorlalte povestiri. În ediția din 1997, care decala toate datele cu 31 de ani, povestirea a fost datată mai 2034.
Două femei, Janice Smith și Leonora Holmes, se pregătesc să plece cu o rachetă spre Marte, pentru a se întâlnii cu iubiții lor soți care le așteaptă acolo. Janice este preocupată de terorile spațiului, bea în cinstea ultimele amintiri ale Pământului pe care îl va părăsi în curând și își compară situația cu femeile pionier de pe frontiera americană din secolul al XIX-lea.

## Celelalte povești marțiene
Cronicile marțiene: Ediția completă, publicată de  Subterranean Press Arhivat în 17 mai 2012, la Wayback Machine. (2010) conține o secțiune intitluată Celelalte povești marțiene:
- "The Lonely Ones" (Startling Stories, iulie 1949, republicată în 'Bradbury Stories: 100 of His Most Celebrated Tales)
- "The Exiles" (The Magazine of Fantasy and Science Fiction, iarna/primăvara 1950, republicată în Omul ilustrat)
- "The One Who Waits" (The Arkham Sampler, vara 1949, republicată în The Machineries of Joy)
- "The Disease" (nepublicată anterior)
- "Dead of Summer" (nepublicată anterior)
- "The Martian Ghosts" (nepublicată anterior)
- "Jemima True" (nepublicată anterior)
- "They All Had Grandfathers" (nepublicată anterior)
- "The Strawberry Window" (Star Science Fiction Stories #3, ed. Frederik Pohl, Ballantine, 1954, republicată în A Medicine for Melancholy)
- "The Other Foot" (New Story, martie 1951, republicată în Omul ilustrat)
- "The Wheel" (nepublicată anterior)
- "The Love Affair" (The Love Affair, Lord John Press 1982, republicată în The Toynbee Convector)
- "The Marriage" (nepublicată anterior)
- "The Visitor" (Startling Stories, noiembrie 1948, republicată în Omul ilustrat)
- "The Lost City of Mars" (Playboy, ianuarie 1967, republicată în I Sing the Body Electric)
- "Holiday" (The Arkham Sampler, toamna 1949)
- "Payment in Full" (Thrilling Wonder Stories, februarie 1950)
- "The Messiah" (Welcome Aboard, primăvara 1971, republicată în Long After Midnight)
- "Night Call, Collect" (Super Science Stories, aprilie 1949, republicată în I Sing the Body Electric)
- "The Blue Bottle" (Planet Stories, toamna 1950, republicată în Long After Midnight)
- "Dark They Were, and Golden-Eyed" (Thrilling Wonder Stories, august 1949, republicată în A Medicine for Melancholy)

## Opinii critice
Boucher și McComas au lăudat Cronicile ca fiind "viziunea unui poet asupra istoriei viitoare dincolo de limitele oricărei forme ficționale". În rubrica sa de "Cărți" din F&SF, Damon Knight a inclus Cronicile marțiene între cele mai bune 10 cărți SF ale anilor '50.
De cealaltă parte, L. Sprague de Camp a fost de părere că Bradbury va evolua "când se va elibera de sub influența lui Hemingway și Saroyan", plasându-l în "tradiția scriitorilor anti-SF care nu văd nimic bun în epoca mașinilor". Totuși, de Camp recunoaște că "povestirile lui [Bradbury] au un impact emoțional considerabil, care îi va face pe mulți să le iubească".

## Adaptări

### Film
În 1988, studioul sovietic armean Armenfilm a realizat o adaptare Cronicile marțiene intitulată Тринадцатый апостол (Al treisprezecelea apostol), cu Juozas Budraitis, Donatas Banionis și Armen Dzhigarkhanyan în rolurile principale.

### Operă
Cronicile marțiene au fost adaptate într-o operă contemporană de către compozitorul Daniel Levy și textierul Elizabeth Margid. Aceasta este singura adaptare muzicală autorizată de Bradbury, care i-a refuzat pe Lerner și Loewe în anii '60, când i-au cerut pentru prima dară permisiunea să realizeze această operă. Prima lectură a avut loc la Harriet Lake Festival of New Plays care a avut loc în Orlando Shakespeare Theater în 2006,, prezentarea având loc în 2008 în timpul sezonului inaugural al Fordham University Lincoln Center Alumni Company.

### Radio
Cronicile marțiene au fost adaptate pentru radio în cadrul emisiunii SF Dimension X, într-o versiune care conține elemente din povestirile "Vara rachetei", "Ylla", "...Și Luna va fi la fel de strălucitoare", "Coloniștii", "Lăcustele", "Țărmul", "Sezonul mort", "Vor veni ploi blânde" și "Picnicul de un milion de ani".
"...Și Luna va fi la fel de strălucitoare" și "Vor veni ploi blânde" au fost adaptate și ca episoade separate în cadrul aceleiași emisiuni. Povestirile "Mars Is Heaven" (apărută în volum sub titlul "A treia expediție") și "Dwellers in Silence" (apărută în volum sub titlul "Anii cei lungi") au devenit și ele episoade ale emisiunii, ultima într-o versiune care diferă semnificativ de cea din Cronicile marțiene.
În 1975 a fost realizată o lectură prescurtată a povestirilor "Vor veni ploi blânde" și "Usher II", cu Leonard Nimoy în rolul naratorului.

### Seriale de televiziune
În anul 1979, NBC și BBC s-au asociat în vederea realizării unui serial în trei episoade cu o durată totală de patru ore după Cronicile marțiene. Cu un scenariu scris de Richard Matheson și regia semnată de Michael Anderson, ecranizarea i-a cuprins pe Rock Hudson în rolul lui Wilder, Darren McGavin în cel al lui Parkhill, Bernadette Peters în cel al Genevievei Selsor, Bernie Casey în cel al lui Jeff Spender, Roddy McDowall în cel al Părintelui Stone și Barry Morse în cel al lui Hathaway, lor alăturându-li-se și Fritz Weaver. Bradbury a considerat serialul "pur și simplu plicticos".

### Adaptări pentru televiziune ale povestirilor individuale
Serialul de televiziune The Ray Bradbury Theater a ecranizat câteva povestiri din Cronicile marțiene, printre care "A treia expediție","Usher II", "...Și Luna va fi la fel de strălucitoare" și "Marțianul". Ulterior a fost lansată o casetă VHS intitulată Ray Bradbury's Chronicles: The Martian Episodes , unele ediții conținând trei episoade, iar altele cinci.

### Benzi desenate
Câteva povestiri ale Cronicilor marțiene au fost adaptate în stilul romanelor grafice în revistele EC Comics, printre ele aflându-se "Vor veni ploi blânde" în Weird Fantasy #17, "Picnicul de un milion de ani" în Weird Fantasy #21 și "Orașele tăcute" în Weird Fantasy #22.

## Traduceri în limba română
- 1994 - Cronici marțiene, Ed. Gama Press, 2000, traducere Mihai-Dan Pavelescu, 248 pag., ISBN 973-96695-0-6
- 1999 - Cronici marțiene, Ed. Image, traducere Ioana Fruntelată, 304 pag., ISBN 973-8004-02-0
- 2009 - Cronicile marțiene, Ed. Leda, Colecția "Galeria fantastică", traducere Mihai-Dan Pavelescu, 272 pag., ISBN 973-102-002-0
- mai  2019 - Cronici marțiene, Ed. Paladin, traducere Mihai-Dan Pavelescu, copertă dură,  272 pag., ISBN 9786069000250[22]